# إغناثيو مارتين
إغناثيو مارتين (بالإسبانية: Ignacio Martín)‏ هو لاعب اتحاد الرغبي إسباني، ولد في 15 أكتوبر 1983.

## وصلات خارجية
- إغناثيو مارتين على موقع أوليمبيديا (الإنجليزية)